# 钱姓
錢姓是一個漢姓，宋時的《百家姓》中排列第2位，因此而為人熟識。
五代十國時，錢姓是吳越國王的姓氏，編於宋初的《百家姓》將錢姓列于宋帝趙姓後的第二位，因此有考證者認爲《百家姓》為吳越國國民所編（吳越在宋朝建立后的978年降宋，但末代君主的王爵一直延續到988年）。

## 來源
钱氏源自彭祖篯铿，为黄帝的九世孙，被后人尊称为彭祖。篯铿是中国古代最著名的长寿者（去世时145岁），也是民间神话中寿星的原型。
周文王时，彭祖后代篯孚，在朝中負責管理錢財，被稱之為「錢府上士」。籛孚家族十分興旺，他的後代以先輩「錢府上士」的官職為榮，就以「錢」為姓。
由於錢姓是從籛姓分化出來的，與彭姓有共同的祖先，所以在歷史上的錢姓和彭姓常自稱是一家。参见吴越钱氏。

## 郡望
钱姓血脉比较纯正，其郡望主要集中於江南，有：
- 彭城郡
- 下邳郡
- 吴兴郡

## 播遷
自先秦以來錢姓人口都主力集中江浙地區。宋时，钱姓在全国的分布主要集中于浙江、江苏、山东，这三省钱姓占钱姓总人口的54%。至明代，钱姓在全国的分布主要集中于浙江、江苏、江西。这三省集中了80%的钱姓人口。清代开始，一部分钱姓迁往台湾。
当代钱姓在全国的分布，主要集中于江苏、浙江、安徽、上海、广东、云南等省市，大约占钱姓总人口的68%。

## 延伸阅读
[在维基数据编辑]
 《百家姓》
 《欽定古今圖書集成·明倫彙編·氏族典·錢姓部》，出自陈梦雷《古今圖書集成》